# Xalet Negre
El Xalet Negre és una obra noucentista de Sant Cugat del Vallès (Vallès Occidental) que forma part de l'Inventari del Patrimoni Arquitectònic de Catalunya.
L'edifici està situat al número 5 de la Plaça del Coll. És una torre aïllada i envoltada per jardí. És de planta rectangular i té una planta baixa i un pis. Els elements més característics són els esgrafiats de les façanes i de les finestres amb rajoles de ceràmica. La teulada té un gran ràfec sostingut per mènsules. Influència modernista.